# Zaleś (powiat siedlecki)
Zaleś – wieś w Polsce położona w województwie mazowieckim, w powiecie siedleckim, w gminie Korczew. Ma status sołectwa.
W latach 1975–1998 miejscowość należała administracyjnie do województwa siedleckiego.
Wierni Kościoła rzymskokatolickiego należą do parafii św. Stanisława w Skrzeszewie.